# Rifiuti di imballaggio
I rifiuti di imballaggio sono definiti a livello nazionale dal D.Lgs. 152/06 all'art. 218 Definizioni comma 1 lettera f) "ogni imballaggio o materiale di imballaggio, rientrante nella definizione di rifiuto di cui all'art. 183, comma 1, lettera a), esclusi i residui della produzione".